# Strâmtura, Suceava
Strâmtura este un sat în comuna Vama din județul Suceava, Bucovina, România.

## Legături externe
- pl Strymtura în Dicționarul geografic al Regatului Poloniei și al altor țări slave, volum XI (Sochaczew — Szlubowska Wola) 1890

 Acest articol despre o localitate din județul Suceava este deocamdată un ciot. Puteți ajuta Wikipedia prin completarea lui.